# Helga Kelle
Helga Kelle (geb. 1961) ist eine deutsche Erziehungswissenschaftlerin und Hochschullehrerin.

## Leben
Kelle absolvierte von 1981 bis 1987 ein Diplomstudium der Pädagogik an der Universität Bielefeld mit den Nebenfächern Psychologie und Soziologie sowie dem Zusatzfach Sport. Von 1988 bis 1991 promovierte sie mit Hilfe eines Stipendiums der Studienstiftung des deutschen Volkes dort mit einer Dissertation zur Rezeption der Kritischen Theorie in der Erziehungswissenschaft. In der Folgezeit widmete sie sich der Übersetzung von Werken aus dem Bereich feministischer Wissenschaftstheorie (1992–1993) und war im Anschluss als wissenschaftliche Mitarbeiterin im an der Universität Bielefeld angesiedelten DFG-Projekt „Prozesse politischer Sozialisation bei 9 bis 12jährigen Jungen und Mädchen“ tätig (1993–1997). In den Jahren 1998 bis 2000 habilitierte Kelle sich an der Universität Potsdam mit der Schrift Die Herstellung sozialer Ordnung durch Kinder. Ethnographische Studien und Beiträge zur Methodologie. Die Habilitation wurde durch ein Stipendium der DFG gefördert. Im Jahr 2001 erhielt sie die Lehrbefugnis für Erziehungswissenschaften und war als Privatdozentin an der Universität Potsdam tätig. In den Jahren 2001–2004 folgten Lehrstuhlvertretungen an der Ludwig-Maximilians-Universität München, der Justus-Liebig-Universität Gießen, der Georg-August-Universität Göttingen und der Gerhard Mercator Universität Duisburg. 2004 wurde Kelle Professorin für Erziehungswissenschaften mit dem Schwerpunkt schulische und außerschulische Bildungsprozesse von Kindern im Grundschulalter an der Johann Wolfgang Goethe-Universität Frankfurt am Main. Seit 2013 ist sie Professorin mit dem Schwerpunkt Allgemeine Pädagogik an der Universität Bielefeld.
Kelle ist Mitglied in der Deutschen Gesellschaft für Erziehungswissenschaft und war von 2014 bis 2017 Mitglied im Bundesjugendkuratorium sowie von 2012 bis 2019 gewähltes Mitglied im Fachkollegium 109: Erziehungswissenschaft und Bildungsforschung der DFG.

## Schriften (Auswahl)
- Erziehungswissenschaft und kritische Theorie. Zur Entwicklungs- und Rezeptionsgeschichte (Zugl.: Bielefeld, Univ., Diss., 1991), Centaurus-Verl.-Ges., Pfaffenweiler 1992, ISBN 978-3-89085-725-1.
- mit Georg Breidenstein: Geschlechteralltag in der Schulklasse. Ethnographische Studien zur Gleichaltrigenkultur, Juventa, Weinheim, 1998, ISBN 978-3-7799-0203-4.
- mit Anja Tervooren (Hrsg.): Ganz normale Kinder. Heterogenität und Standardisierung kindlicher Entwicklung. Juventa, Weinheim, 2008. ISBN 978-3-7799-1545-4
- (Hrsg.): Kinder unter Beobachtung. Kulturanalytische Studien zur pädiatrischen Entwicklungsdiagnostik, Budrich, Opladen 2010, ISBN 978-3-86649-301-8.
- mit Johanna Mierendorff (Hrsg.): Normierung und Normalisierung der Kindheit. Beltz Juventa, Weinheim, 2013. ISBN 978-3-7799-1555-3
- mit Maarit Alasuutari und Helen Knauf (Eds.): Documentation in Institutional Contexts of Early Childhood. Normalisation, Participation and Professionalism. Wiesbaden: Springer VS, 2020. doi:10.1007/978-3-658-28193-9
- mit Stephan Dahmen (Hrsg.): Ambivalenzen des Kinderschutzes. Empirische und theoretische Perspektiven, Beltz Juventa, Weinheim/Basel 2020, ISBN 978-3-7799-6083-6.